# Mimosa rhododactyla
Mimosa rhododactyla är en ärtväxtart som beskrevs av Robinson. Mimosa rhododactyla ingår i släktet mimosor, och familjen ärtväxter. Inga underarter finns listade i Catalogue of Life.